# Веслі-Гіллс (Нью-Йорк)
Веслі-Гіллс (англ. Wesley Hills) — селище (англ. village) в США, в окрузі Рокленд штату Нью-Йорк. Населення — 6116 осіб (2020).

## Географія
Веслі-Гіллс розташоване за координатами 41°9′27″ пн. ш. 74°4′44″ зх. д. / 41.15750° пн. ш. 74.07889° зх. д. (41.157577, -74.079012).  За даними Бюро перепису населення США в 2010 році селище мало площу 8,74 км², з яких 8,68 км² — суходіл та 0,06 км² — водойми.

## Демографія
Згідно з переписом 2010 року, у селищі мешкало 5628 осіб у 1489 домогосподарствах у складі 1309 родин. Густота населення становила 644 особи/км².  Було 1558 помешкань (178/км²).
Расовий склад населення:
| - 90,7 % — білих - 4,5 % — чорних або афроамериканців - 2,8 % — азіатів - 0,1 % — корінних американців |

До двох чи більше рас належало 1,2 %. Частка іспаномовних становила 3,7 % від усіх жителів.
За віковим діапазоном населення розподілялося таким чином: 37,7 % — особи молодші 18 років, 51,4 % — особи у віці 18—64 років, 10,9 % — особи у віці 65 років та старші. Медіана віку мешканця становила 31,4 року. На 100 осіб жіночої статі у селищі припадало 101,0 чоловіків;  на 100 жінок у віці від 18 років та старших — 95,7 чоловіків також старших 18 років.
Середній дохід на одне домашнє господарство  становив 146 554 долари США (медіана — 107 660), а середній дохід на одну сім'ю — 154 661 долар (медіана — 109 809). Медіана доходів становила 71 943 долари для чоловіків та 62 228 доларів для жінок. За межею бідності перебувало 5,5 % осіб, у тому числі 9,9 % дітей у віці до 18 років та 0,6 % осіб у віці 65 років та старших.
Цивільне працевлаштоване населення становило 2311 осіб. Основні галузі зайнятості: освіта, охорона здоров'я та соціальна допомога — 33,4 %, науковці, спеціалісти, менеджери — 15,2 %, роздрібна торгівля — 13,6 %.